# Carl Severin Bentzen
Carl Severin Bentzen, usualmente llamado C. S. Bentzen (13 de septiembre de 1882 – 1956) fue un sastre y político noruego, quién militó en el Partido Laborista y en el Partido Socialdemócrata Laborista.

## Biografía
Fue hijo del sastre Wilhelm Julius Bentzen (1855–1911) y Sofie Nilson (1859–1936), y aprendió del negocio de su padre. Posteriormente recibió su educación en Christiania (actual Oslo), Copenhague y Berlín. Completó su Gesellenprüfung en 1904, y adquirió la burguesía en Hønefoss, en 1911. Se unió al movimiento obrero en 1904, y posteriormente fue miembro del comité ejecutivo del ayuntamiento de Hønefoss, donde llegó a ser alcalde durante el período 1913-1915. En 1903, fundó el primer sindicato del Reino de Ringerike, y también estuvo implicado en el movimiento por la templanza, siendo el líder provincial de Det Norske Totalavholdsselskap.

## Carrera política
Se presentó numerosas veces en elecciones generales, partiendo como candidato por la circunscripción uninominal de Kongsberg og Hønefoss. En las elecciones parlamentarias de 1912, Bentzen fue el candidato delegado de J. O. Jarnæs, pero el escaño terminó siendo para Nils Gulliksen Berg. En las elecciones de 1915, Bentzen (con Jarnæs como compañero de carrero) ganó la primera vuelta electoral contra Berg con 2394 votos en contra de 1684 votos; pero perdió la segunda vuelta de 2753 votos, ante los 3038 votos obtenidos por el candidato rival. Sin embargo, triunfó en las elecciones de 1918, y entre 1919 y 1921 ejerció un período como diputado del Storting, representando la circunscripción urbana de Kongsberg, Hønefoss og Notodden. Posteriormente, en las elecciones generales de 1921, encabezó su campaña en las ciudades mercantiles de la Provincia de Buskerud, pero no logró ser reelegido.
Entre 1915 y 1918, Bentzen fue miembro de la junta central del Partido Laborista. También representó su partido en la Comisión de Defensa de 1920. En 1921 renunció al Partido Laborista, uniéndose al Partido Socialdemócrata Laborista. Fue miembro de la junta nacional de ese partido entre 1921 y 1927. Posteriormente, ambos partidos se fusionaron. Entre 1923 y 1925 fue burgomaestre de Hønefoss. Fue nuevamente concejal entre 1931 y 1941, y alcalde por un breve período en 1946.
Durante la ocupación de Noruega por la Alemania nazi fue arrestado y encarcelado en el campo de concentración de Grini desde el 20 de septiembre hasta el 28 de noviembre de 1944, siendo posteriormente enviado a la Fortaleza de Akershus hasta el final de la guerra. Falleció en 1956.
Junto con Anna Gulliksen (1884–1942) tuvieron un hijo llamado Torfinn Bentzen, un barrister y político conservador.